# Subversion (игра)
Subversion (с англ. — «подрывная деятельность») — название невыпущенной игры от Introversion Software. Это генератор городов, генерируются здания, дороги. Разработка игры описана в блоге Introversion Software.

## История разработки
После 6 лет разработки, в конце октября 2011, главный разработчик Introversion Software, Крис Делей, объявил о том, что проект заморожен на неопределенное время, так как вместо разработки самой игры, сотрудники Introversion больше занимались созданием технологий и вспомогательных модулей, вместо основного геймплея. В результате, демонстрация игры, которая была представлена на конференции World Of Love имела однообразную игровую механику и разработчики отказались выпускать её в таком виде для широкой публики. После отказа от Subversion, Introversion Software объявила о работе над проектом Prison Architect.
22 ноября 2011, началась продажа набора инди-игр "Humble Introversion Bundle", который состоял из всех ранее выпущенных работ Introversion, а также 2 технических демоверсий, одна из которых, Subversion City Generator, являлась частью ранее разрабатываемой игры.

## Геймплей
Вы берете под контроль команду высококлассных специалистов, которые действуют внутри «вражеского» здания оснащенного самыми совершенными устройствами защиты. Ваша задача — составить план и помочь оперативной группе выполнить задание без шума, а если операция провалится — подготовить план отступления. В блоге разработчики используют понятие социальной инженерии, как метод достижения цели.

## Особенности
В игру внедрены скрипты Lua, что даст широкий простор для модификаций.
Специально для игры компания разработала графический интерфейс (рабочая сфера). Интерфейс напоминает рабочий стол Windows, выводимый на внутреннюю поверхность сферы, камера находится в центре сферы и вращается во всех направлениях. При разворачивании окна искажение пропадает.
Генерируются не только города, но и внутренние коммуникации зданий, включая электронные устройства (двери с датчиком движения и так далее).